# Liteksas
Die Aktiengesellschaft Liteksas ist ein Textilunternehmen in Litauen mit Sitz in Kaunas. Es verarbeitet Wolle und produziert verschiedene Wolle-Produkte. 

## Geschichte
1927 wurde das Unternehmen "Liteksas" errichtet. In Sowjetlitauen bestand es aus Fabriken wie Kauno verpimo fabrikas, Kauno apdailos fabrikas, Kauno audimo fabrikas, Kapsuko audimo fabrikas "Šešupė" und Kalvarijos audimo fabrikas "Orija". 1970 wurde gamybinis susivienijimas "Liteksas" errichtet. 1979 erzielte das Unternehmen einen Umsatz von 106,9 Mio. Rubel und hatte 2.400 Mitarbeiter.
Das Unternehmen wurde später privatisiert. 2000 wurde es von Marzotto Group (Italien) gekauft. Die Unternehmensgruppe gründete in Litauen das Unternehmen UAB „Lietlinen“ (Produktion von Leinen-Garn). 2004 erzielte man einen Umsatz von 57,41 Mio. Litas (16,62 Mio. Euro) oder 11,6 % mehr als 2003 und den Gewinn von 3,82 Mio. Litas (1 Mio. Euro).
2005 wurde UAB „Lietvilna“ nach der Reorganisation von "Marzotto SpA" errichtet. „Lietvilna“ wird von „FILI VIVI“ (Italien) verwaltet.
AB Liteksas produziert Teppiche, Decken und Schals aus Naturfasern (Lammwolle, Kaschmir, Alpaka und Wolle junger Kamele).